# Conception Island (Seychellen)
Conception Island ist eine kleine Insel knapp zwei Kilometer vor der Westküste von Mahé, der größten Insel der Seychellen, gelegen. Die Insel ist rund 1,5 km lang, bis zu 600 m breit und weist eine Fläche von 0,603 km² (60,3 ha) auf. Administrativ gehört sie, gemeinsam mit ihrer Nachbarinsel Thérèse, zum Verwaltungsbezirk Port Glaud.
Wie viele Inseln der Seychellen war auch Conception Island bis in die 1970er Jahre eine Kokospalmen-Plantage. Heute ist sie ein Naturschutzgebiet und die Heimat vieler Vogelarten, wie beispielsweise des seltenen Mahé-Brillenvogels (Zosterops modestus), der Paradies-Fruchttaube (Alectroenas pulcherrima) oder der Madagaskar-Turteltaube (Streptopelia picturata).